# Trois vallées varésines féminines
Cet article concerne la compétition féminine. Pour la compétition masculine, voir Trois vallées varésines.
Les Trois vallées varésines féminines (en italien : Tre Valli Varesine) est une course cycliste d'un jour féminine qui se tient tous les ans autour de Varèse en Italie. La course est la version féminine des Trois vallées varésines. Créée en 2021, elle intègre le Calendrier international féminin UCI, en classe 1.2.

## Palmarès
| Année | Vainqueur            | Deuxième              | Troisième       |
| ----- | -------------------- | --------------------- | --------------- |
| 2021  | Arlenis Sierra       | Mavi García           | Rachel Neylan   |
| 2022  | Elisa Longo Borghini | Veronica Ewers        | Ane Santesteban |
| 2023  | Liane Lippert        | Cecilie Uttrup Ludwig | Elisa Balsamo   |
| 2024  | Cédrine Kerbaol      | Silvia Persico        | Liane Lippert   |
| 2025  |                      |                       |                 |